# Вале-да-Сеньора-да-Повуа
Вале-да-Сеньора-да-Повуа (порт. Vale da Senhora da Póvoa)  —  район (фрегезия) в Португалии,  входит в округ Каштелу-Бранку. Является составной частью муниципалитета  Пенамакор. По старому административному делению входил в провинцию Бейра-Байша. Входит в экономико-статистический  субрегион Бейра-Интериор-Сул, который входит в Центральный регион. Население составляет 333 человека на 2001 год. Занимает площадь 19,39 км².
Покровителем района считается Иаков Зеведеев (порт. S.Tiago). 